# FCSR Haguenau
Football Club Sports Réunis Haguenau – francuski klub piłkarski z siedzibą w Haguenau.

## Historia
Klub został założony w 1987 w wyniku fuzji FC Haguenau 1900 i Sports Réunis Haguenau 1920. 
W latach 1940–1944 FC Haguenau 1900 występował pod nazwą FC Hagenau w niemieckiej Gaulidze w grupie Elsaß (Alzacja).
Sports Réunis Haguenau 1920 spędził jeden sezon na poziomie drugiej ligi, a także sześć sezonów na poziomie trzeciej ligi.
Po połączeniu się klubów, FCSR Hagenau występował w trzeciej lidze przez trzy sezony.

### Historia występów w drugiej i trzeciej lidze
| Sezon   | Poziom | Liga       | Grupa | Miejsce | Uwagi         | Nazwa       |
| ------- | ------ | ---------- | ----- | ------- | ------------- | ----------- |
| 1975/76 | III    | Division 3 | Est   |         |               | SR Haguenau |
| 1976/77 | III    | Division 3 | Est   | awans   |               | SR Haguenau |
| 1977/78 | II     | Division 2 | A     | 17.     | spadek        | SR Haguenau |
| 1978/79 | III    | Division 3 | Est   |         |               | SR Haguenau |
| 1979/80 | III    | Division 3 | Est   |         |               | SR Haguenau |
| 1980/81 | III    | Division 3 | Est   |         |               | SR Haguenau |
| 1981/82 | III    | Division 3 | Est   | spadek  |               | SR Haguenau |
| 1992/93 | III    | Division 3 | Est   | spadek  | FCSR Haguenau |             |
| 1994/95 | III    | National 1 | B     | 14.     | FCSR Haguenau |             |
| 1995/96 | III    | National 1 | A     | 17.     | FCSR Haguenau | spadek      |

## Reprezentanci kraju grający w klubie
stan na listopad 2023
|  | - Séidou Barazé - Dario Grava - Roland Wagner - Didier Ovono - Krasnodar Rora |  | - Pierre-Owono Ebede - Akmal Rizal Ahmad Rakhli - Mohd Juzaili Samion - Tamatoa Wagemann - Guillaume Yenoussi |